# Quốc kỳ Mauritius

Quốc kỳ Mauritius

Quốc kỳ Mauritius (tiếng Anh: Flag of Mauritius) được thông qua sử dụng vào ngày 12 tháng 3 năm 1968, khi đất nước này vừa giành được độc lập. Lá cờ gồm có 4 dải màu nằm ngang với kích thước bằng nhau. Thứ tự của các màu sắc từ trên xuống dưới lần lượt là: đỏ, lam, vàng, xanh lá.
Mỗi màu sắc trên quốc kỳ Mauritius mang một ý nghĩa riêng. Màu đỏ tượng trưng cho sự đấu tranh vì độc lập, tự do của dân tộc Mauritius. Màu xanh lam tượng trưng cho nước biển Ấn Độ Dương bao quanh hòn đảo. Màu vàng tượng trưng cho ánh sáng của cuộc sống mới. Còn màu xanh lá cây thì tượng trưng cho sự xanh tươi, trù phú quanh năm của quốc đảo Mauritius.